# Rule Dance Hall
Rule Dance Hall è un album di Bunny Wailer, pubblicato dalla Shanachie Records nel 1987. Il disco fu registrato al Channel 1 Recording Studio di Kingston, Jamaica.

## Tracce
Lato A
1. Rule Dance Hall – 3:53 (Bunny Wailer)
2. Jolly Session – 4:05 (Bunny Wailer)
3. Saturday Night – 3:38 (Sam Cooke)
4. Trash Ina We Bes – 3:50 (Bunny Wailer)
5. Put It On – 3:52 (Bob Marley)
6. Reggae in the U.S.A. – 3:46 (Bunny Wailer)

Lato B
1. Haughty Tempo – 4:41 (Bunny Wailer)
2. Camouflage – 3:52 (Bunny Wailer)
3. Hot Food Head – 4:17 (Bunny Wailer)
4. Stir It Up – 3:38 (Bob Marley)
5. Old Time Sinting – 3:43 (Bunny Wailer)
6. Reasons – 3:08 (Bunny Wailer)

## Musicisti
- Bunny Wailer - voce, percussioni
- Bo-Peep Bowen - chitarra solista
- Dwight Pinkney - chitarra solista
- Eric Lamont - chitarra ritmica
- Keith Sterling - tastiere
- Tony Asher - tastiere
- Wycliffe Steely Johnson - tastiere
- Errol Flobber Carter (Errol Flabba Holt) - basso
- Lincoln Style Scott - batteria
- Harry T. Johnson - percussioni
- Uziah Sticky Thompson - percussioni